# 滨海迪沃
滨海迪沃（法語：Dives-sur-Mer，法語發音：[div syʁ mɛʁ] ⓘ）是法国卡尔瓦多斯省的一个市镇，位于该省北部，属于利雪区。

## 地理
滨海迪沃（49°17'8"N, 0°6'4"W）面积6.46 平方千米，位于法国诺曼底大区卡爾瓦多斯省，该省份为法国西北部沿海省份，北濒大西洋英吉利海峡，东北与滨海塞纳省以海上边界相接，东临厄尔省，南至奧恩省，西与芒什省接壤。
与滨海迪沃接壤的市镇（或旧市镇、城区）包括：卡堡、滨海戈讷维尔、格朗格、乌尔加特、欧日地区佩里耶、瓦拉维尔。

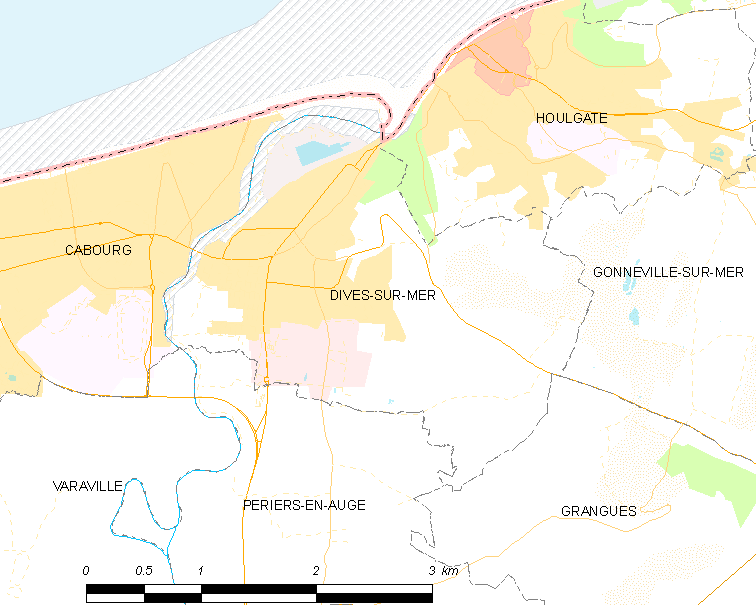
滨海迪沃的OSM定位图

滨海迪沃的时区为UTC+01:00、UTC+02:00（夏令时）。

## 行政
滨海迪沃的邮政编码为14160，INSEE市镇编码为14225。

## 政治
滨海迪沃所属的省级选区为卡堡县。

## 人口

1962-2008年间滨海迪沃人口变化图示

滨海迪沃于2022年1月1日时的人口数量为5129人。